# Дунайская флотилия (Румыния)
Румынская Дунайская флотилия — условное название речных сил Румынии на Дунае и его притоках, образование которых началось в XIX веке до провозглашения независимости от Османской империи. 
Речные силы Румынии принимали активное участие в Русско-турецкой войне (1877—1878), Первой и Второй мировых войнах.

## История румынских речных сил 1860—1914 гг
22 октября 1860 г. речные силы двух провинций — Молдавии и Валахии — были объединены и получили название «Корпус флотилии». Первым командиром флотилии был назначен полковник Николае Стериаде, а первой базой и штаб-квартирой стал Измаил. Флаг флотилии включал в себя традиционные цвета и символы флагов Молдавии и Валахии, а в 1861 г. была введена новая тёмно-синяя униформа. Был утверждён новый флаг — горизонтальные полосы национальных цветов с гербом и надписью «Честь и отечество». В 1865 г. в составе флотилии, базировавшейся в Браиле, числились 15 офицеров, 2 врача, 8 барабанщиков, 4 унтер-офицера, 23 гражданских служащих и 360 рядового состава; корабельный состав включал колёсный пароход «Румыния» и восемь канонерских лодок, к которым в 1867 г. добавился построенный в Линце второй пароход «Штефан чел Маре».
17 ноября 1872 г. в Галаце была учреждена первая Специальная Школа для офицеров и младших офицеров. А в 1873 г. флотилия получила первый современный корабль; канонерская лодка «Фульджерул», построенная в Тулоне, вступила в строй. В 1875 г. флотилия пополнилась также минным катером «Рындуника», построенным на верфи «Ярроу» в Лондоне. С этими силами румынская флотилия вступила в Войну за независимость (такое название получила русско-турецкая война 1877-78 гг. в Румынии).
С началом войны румынские корабли и катера были переданы под командование русских сил. В экипажи входили румынские моряки, но командовали ими русские офицеры. Так катером «Рындуника», потопившим турецкий монитор «Сейфи», командовал лейтенант Дубасов, а в составе экипажа был румынский майор Мурджеску. В составе русской флотилии, кроме «Рындуники», воевали пароходы «Румыния» и «Штефан чел Маре», канонерская лодка «Фульджерул» (под именем «Великий князь Николай»).
После окончания войны румынские силы на Дунае, так же как и созданные морские силы активно развивались. До начала Первой мировой войны были реализованы (все не полностью) три кораблестроительные программы — 1883-85 гг., 1886-88 гг. и 1906-08 гг. Последняя из этих программ позволила создать действительно значительные силы на Дунае. В первом десятилетии XX века в строй вступили сильнейшие мониторы типа «Ион К. Братиану», построенные в Австро-Венгрии на верфи «Стабилименто Текнико Триестино» в Триесте. В дополнение к ним в Англии были заказаны восемь миноносок, названных в честь участников Войны за независимость. Церемония ввода в строй произошла 19 сентября 1907 г. в Галаце. В 1908 г. в составе речных сил Румынии уже числились свыше тридцати кораблей различных классов (мониторы, канонерские лодки, миноноски, сторожевые катера, один полицейский пароход и семь моторных полицейских лодок). Численность сил достигла 65 офицеров и 1212 нижних чинов.
Новая организация была утверждена в 1896 г.: военно-морские силы (Корпус флотилии, существовавший с 1860 г.) были реорганизованы, и были образованы Морская дивизия (Divizia de Mare) и Дунайская дивизия (Divizia de Dunăre).

## Участие Дунайской флотилии в Первой мировой войне
Начало Первой мировой войны Румыния встретила нейтральной. Лишь к лету 1916 г. она приняла сторону стран Антанты и вступила в войну. Боевые действия были открыты на Дунае. Секретной службой был разработан план ночной атаки австро-венгерских кораблей, базировавшихся в болгарской базе Русе. Для участия в операции были привлечены паровые катера Гидравлической службы (Serviciul Hidraulic) и переведены в Джурджу, ближайший к Русе румынский порт. За день до начала войны в Джурджу были доставлены 8 торпед и из Бухареста, а также прибыли командиры «миноносцев» — лейтенант-командор Петре Бэрбуньяну (катер «Кэтина»), капитаны Аурел Негулеску (катер «Рындуника») и Александру Георгью (катер «Бужореску»). Торпеды установили в деревянные каркасы и с помощью верёвок закрепили по бортам катеров.
В 20.30 27 августа (н. ст.) 1916 года (за полчаса до официального объявления войны) 3 румынских катера вышли из Джурджу и направились к Русе. «Рындуника», имея преимущество в скорости, первым достиг австро-венгерских кораблей и выпустил торпеду (вторая торпеда застряла в каркасе) в ближайший монитор (им оказался «Бодрог»). Раздался взрыв, на австро-венгерских кораблях включили боевое освещение и открыли ружейный и пулемётный огонь. Командиры двух других катеров, посчитав себя обнаруженными, выпустили свои торпеды (4, ещё 2 застряли в каркасах) со слишком большой дистанции, после чего все румынские катера благополучно отошли к румынскому берегу. Торпеда «Рындуники», как оказалось, попала в баржу, пришвартованную к борту «Бодрога». Другие корабли не пострадали.
После атаки 27 августа австро-венгерские мониторы отошли к Белене. Румынские мониторы участвовали в обороне Тутракана, оказывали помощь русско-румынскому флангу в Добрудже. В целом румынская флотилия оставалась пассивной; в Румынии работали французская военно-морская миссия (4 офицера и 31 нижний чин) и русский отряд (47 офицеров и 1800 нижних чина), которые планировали активные операции против австро-венгерских и немецких речных сил, однако, поражение на фронте не позволило их реализовать. 5 декабря германские войска вступили в Бухарест, а румынские и русские корабли отошли на Нижний Дунай.
Речной фронт оставался неизменным в течение 1917 г.: силы Австро-Венгрии и Германии контролировали Браилу, Исакчи и Тульчу, румыны и русские — Галац, Рени, Измаил и Сулину. В течение этого года румынская армия с помощью французских советников, но активные боевые действия более не велись вплоть до фактического выхода России из войны. 9 декабря в Фокшанах Румыния подписала перемирие с Центральными державами, а 7 мая 1918 г. — Бухарестский мирный договор.
В начале 1918 г. румынские корабли поддерживали операцию по оккупации Бессарабии, в которой произошли боестолкновения с бывшей союзной русской дунайской флотилией. А в ноябре того же года Румыния вновь выступила против Центральных держав, успев захватить значительное количество кораблей и судов на Дунае и обеспечив себе место в стане победителей.

## История флотилии в межвоенный период и её участие во Второй мировой войне
После окончания Первой мировой войны и подписания мирных договоров с Австрией и Венгрией Румыния получила право на репарации — три монитора бывшей Австро-Венгерской Дунайской флотилии. 15 апреля 1920 г. румынские экипажи приняли «Темеш», «Инн» и «Сава», которые получили новые имена — «Ардял», «Басарабия» и «Буковина».
В межвоенный период мониторы были модернизированы: «Ардял» в 1929 г., «Буковина» в 1936-37 гг., четыре типа «Ион К. Брэтиану» в 1937-38 гг. Лишь монитор «Басарабия» прошёл модернизацию в самый разгар Второй мировой войны — в 1942-43 гг.
К началу Второй мировой войны Румыния обладала сильными речными силами. На июнь 1941 года её корабельный состав включал в себя 7 мониторов, 3 плавучие батареи, 13 сторожевых катеров. Корабли традиционно базировались на район Галац-Браилу. В управлении важное значение играла германская военно-морская миссия в Румынии, которая фактически контролировала подготовку к началу боевых действий против СССР.
В первые недели Великой Отечественной войны корабли флотилии принимали участие в боях против советских войск в дельте Дуная, в том числе противодействовали Дунайскому десанту. Однако, в результате стремительного наступления немецко-румынских войск в июле 1941 года советские войска и корабли покинули этот район, после чего до 1944 года румынские речные корабли не принимали активного участия в боевых действиях и занимались рутинной работой по обеспечению судоходства на стратегически важном для Германии и Румынии Дунае.
К 1 июля 1944 года румынская Дунайская флотилия включала в себя дивизион мониторов (7 единиц), речные тральщики (около 15 единиц), группу сторожевых катеров (7 единиц), катера ПВО (около 20 единиц), вспомогательные суда и полк морской пехоты. Эти силы готовились к отражению наступления советских войск.
23 августа 1944 года, в разгар ясско-кишинёвской советской операции, в Румынии произошёл государственный переворот, кондукэтор Ион Антонеску был арестован, было объявлено о выходе страны из войны. В последовавший период неопределённости некоторые румынские части поддержали переворот, другие продолжали бороться против советских войск. 24 августа мониторы «Михаил Когэльничану» и «Ласкар Катарджиу» были потоплены советской авиацией в Килийском гирле. 26 августа в Измаил прибыли командир 3-го румынского стрелкового корпуса и командующий Дунайской дивизии контр-адмирал Стоянович, которые начали переговоры с Военным советом советской Дунайской флотилии. Командующему румынскими речными силами был предъявлен ультиматум сдать все корабли к 12 часам 27 августа, который был принят (позже за неисполнение условий ультиматума контр-адмирал Стоянович был арестован). Монитор «Ион К. Брэтиану» был сдан советским войскам 26 августа в Измаиле, «Басарабия» и «Буковина» были сданы 27 августа, «Ардял» сдан 28 августа, «Александр Лаховари» сдан 29 августа в Измаиле.
В конце августа произошли боевые столкновения между бывшими союзниками на Дунае: румынские корабли и части приняли участие в действиях против боевой группы Зиеба, большой группы немецких кораблей, пытавшейся прорваться вверх по реке из Браилы, а также других немецких частей. Значительные боестолкновения происходили в Хыршове, Чернаводе, Кэлэраши, Олтенице, Зимнице, Турну-Мэгуреле, Корабии, Турну-Северине и Орсове. В результате немецкие части были вытеснены из Румынии, захвачено значительное количество кораблей и военного имущества.
Корабли румынской Дунайской дивизии были захвачены или попали под контроль советских войск, большинство из них вступили в строй советской Дунайской флотилии и участвовали в дальнейших боевых действиях. Пять трофейных мониторов 10 ноября 1944 г. вступили в строй советской Дунайской флотилии под новыми именами: «Азов» (б. «Ион К. Брэтиану»), «Мариуполь» (б. «Александр Лаховари»), «Бердянск» («Ардял»), «Керчь» («Басарабия») и «Измаил» («Буковина»). Остальные корабли со смешанными советско-румынскими экипажами занялись обеспечением судоходства на реке — задача траления стала приоритетной для них в 1944-48 гг.

## История флотилии после Второй мировой войны
По советско-румынскому соглашению от 11 сентября 1945 г. Румынии были возвращены три бывших сторожевых катера типа «Капитан Николае Ласкар Богдан», бронекатер и 6 других катеров. В 1947 г. флотилия была расформирована и вновь образована в следующем году в Джурджу. Развитие речных сил проводилось при тесном сотрудничестве и помощи советских военных советников. В июне 1951 г. были возвращены и пять мониторов вместе с шестью катерами. Корабли получили новые обозначения М-201 (б. «Мариуполь»), М-202 (б. «Азов»), М-205 (б. «Измаил»), М-206 (б. «Керчь») и М-207 (б. «Бердянск»). В следующем году СССР передали так же 6 бронекатеров (по другим данным, 5). В 1950-е гг. речные силы получили и новые корабли: из Польши были доставлены и спущены на воду восемь тральщиков типа VD 421 (советский проект 151). Однако, с разоружением в 1959-60 гг. мониторов флотилия обладала небольшими силами.
Организационно речные силы несколько раз изменялись (менялись названия: 145-я Дунайская флотилия, Дунайская флотилия, 230-я военно-морская речная бригада), пока в 1959 г. флотилия не была переименована в Речную бригаду (Brigada Fluvialâ). В это время СССР взял курс на создание объединённых вооружённых сил стран Организации Варшавского договора, большинство флотилий стран-участниц договора на Дунае были реорганизованы; Румыния отправила на слом 13 старых судов, в том числе мониторы.
Значительное пополнение румынские силы на Дунае получили в 1970-е гг., когда были построены 18 артиллерийских катеров типа VB 76. А в 1980-е гг. Румыния возобновила традицию строительства мониторов (в России такие корабли теперь классифицируются как малые артиллерийские корабли): было начато строительство кораблей типа «Гривица», а затем и более крупных «Михаил Когэльничану».
В 1990-е гг. речные силы получили новое развитие. 30 марта 1995 г. в Браиле был создан штаб Дунайской флотилии, и 15 апреля того же года флотилия была воссоздана.
В первом десятилетии XXI века Дунайская флотилия претерпела новые значительные изменения: в 2001 г. прекратили своё существование 24-я речная бригада в Браиле и 27-я речная и морская бригада в Тульче, в 2005 г. было создано Командование военно-морскими операциями на реке (Componenta Fluvialâ a Comandamentului Operaţional Naval), в 2007 г. на её основе — Речная служба (Serviciul Fluvial).

## Командующие флотилией
Командующие речной флотилией (Comandanţii Flotilei Fluviale)

Col. Nicolae Steriade 1860—1864

Col. Constantin Petrescu 1864—1866

Mr. Scarlat Murguleţ 1866—1867

Mr. Emanoil Boteanu 1867

Mr. Anton Barbieri 1867—1874

General Nicolae Dumitrescu Maican 1874, 1877, 1879—1882

Contraamiral Ioan Murgescu 1874, 1878—1879, 1888—1896

Lt.col. Ilie Irimescu 1896, 1907

Mr. Ion Spiropol 1898, cdor. 1910—1912, contraamiral 1918—1919

Cpt.cdor Ilie Irimescu 1898—1901

Cpt.cdor Nicolae Barbieri 1901—1904, 1905—1906

Cpt.cdor Nicolae Gracovski 1904

Cdor. Eustaţiu Sebastian 1907—1909

Cdor. Constantin Bâlescu 1909—1910

Cpt.cdor. Nicolae Negrescu 1913, contraamiral 1915—1916

Cdor. Dimitrie Poenaru 1914

Cdor. Alexandru Câtuneanu 1914—1915

Cdor. Nicolae Negru 1916—1917

Cdor. Vasile Scodrea 1917—1918

Cpt.cdor. Constantin Râdulescu 1919

Cdor. Constantin Niculescu Rizea 1920—1921, 1929—1931

Contraamiral Mihail Gavrilescu 1921—1925

Contraamiral Vasile Pantazzi 1925—1928

Conraamiral Petre Bârbuneanu 1931—1933

Cdor. Passeran Urban 1933—1934

Cdor. Ion Isbâşescu 1934

Contraamiral Eugeniu Roşca 1934—1938

Contraamiral Gheorghe Koslinski 1939—1940

Contraamiral Alexandru Gheorghiu 1940—1942

Contraamiral Alexandru Stoianovici 1942—1946

Cdor. Alexandru Martac 1946—1947

Cpt.cdor Gheorghe Petrescu Tocineanu 1947—1948

Cpt.cdor. Ion Niculescu 1948—1950

Cpt.cdor. Constantin Necula 1951—1953

Cdor. Gheorghe Sandu 1954—1957

Contraamiral Tudor Simion 1957—1959

Командующие Дунайской флотилией (Comandanţii Flotilei de Dunâre)

Cdor. Corneliu Rudencu 1995—1997

Cdor. Petre Cioromele 1997—2000

Cdor. Ioan Costi 2000—2005

Командующие 24 речной Браильской бригадой (Comandanţii Brigâzii 24 Fluviale Brâila)

CR 2 Constantin Georgescu 1962—1966

CR 2 Constantin Ştefânescu 1966—1979

CR 1 Constantin Iordache 1979—1983

CR 1 Sever Suciu (şef stat major) 1983—1988

CR 2 Ion Andronache (şef stat major) 1988—1990

Contraamiral Gheorghe Anghelescu 1990

CR 1 Neculai Moisuc 1990—1994

CR 1 Ştefan Benţa 1994—1995

Cpt.cdor Petre Cioromele 1995

Cpt.cdor Nicolae Surlâ 1995—2001

Командующие 27 речной и морской Тульчинской бригадой (Comandanţii Brigâzii 27 Fluvial — Maritime Tulcea)

CR 1 Ion Nicolae (şef stat major) 1983—1990

Contraamiral Petre Ivancu 1990—1993

CR 1 Corneliu Rudencu 1993—1995

CR 2 Ioan Costi 1995—1997

Cdor. Ioan Şuteu 1997—2001

Командующий CFCON (Comandantul C.F.C.O.N.)

Cdor. Gheorghe Dragomir 2005—2007

Командующий речной службой (Comandantul Serviciului Fluvial)

Cdor. Petricâ Coman 2007 -

## Аббревиатуры и перевод классов кораблей
M — monitoare — мониторы

Canonierele — канонерские лодки

V — Vedete — торпедные катера/сторожевые катера

VB — vedete blindate — бронекатера/артиллерийские катера

VD — vedete dragoare — катерные тральщики

VG — артиллерийские катера/сторожевые катера

SD — şalupe dragoare — катерные тральщики

Şalupe — катера

Remorchere — буксиры

## Корабельный состав
Список кораблей и судов содержит неточности и нуждается в дополнении. Особенно это касается катеров и вспомогательных судов времени Второй мировой войны. Все источники противоречивы и не дают достоверной информации о кораблях и деталях их службы.
| Дунайская дивизия, 1914 г.              | Дунайская дивизия, 1914 г.                     |
| Мониторы                                | 4                                              |
| Миноноски (сторожевые катера)           | 8                                              |
| Сторожевые катера (полицейские катера)  | ок. 10                                         |
| Дунайская дивизия, 1939 г.              | Дунайская дивизия, 1939 г.                     |
| Мониторы                                | 7                                              |
| Сторожевые катера                       | около 10                                       |
| Плавучие батареи                        | 6                                              |
| Сторожевые корабли                      | бывшие полицейские канонерские лодки           |
| Катерные тральщики                      | несколько                                      |
| Дунайская флотилия, 1996 г.             | Дунайская флотилия, 1996 г.                    |
| Малые артиллерийские корабли (мониторы) | 9                                              |
| Артиллерийские катера                   | 18                                             |
| Катерные тральщики                      | 25                                             |
| Вспомогательные суда                    | 8 транспортов, несколько судов размагничивания |
| --------------------------------------- | ---------------------------------------------- |

### 1860—1896 гг.

#### Вооружённые пароходы
Ştefan cel Mare. Линц. 58 м. Вооружение 4 78-мм орудия. Позже служил в качестве плавказармы.
România. 1857 г., Австрия. 130 т, 35х6х0,6 м. 240 л.с.=8 уз.

#### Канонерские лодки
Fulgerul. Вооружение 1 87-мм орудие.
Griviţa, 1880 г. «Стабилименто Текнико Триестино», Триест. Исключена в 1919 г. По другим данным, служила на Чёрном море.
Тип «Oltul», 1888 г., «Темз Айрон Уоркс», Лондон. 116 т, 30,5х4,1х1,7 м. 380 л.с.=13 уз. Вооружение: 1 57-мм, 1 37-мм орудия. Экипаж 20 человек.
Bistriţa,
Oltul,
Siretul,
Тип «Monteano», 1893 г. 95 т. 13,5 уз. Вооружение: 1 57-мм, 2 37-мм орудия.
Monteano,
Olteano,
Imeo,

#### Минный транспорт
Alexandru cel Bun, 1882 г. 104 т.

#### Катера
Rândunica, «Ярроу», Лондон. 9 т, 15х3х0,75 м. 34 л.с.=8 уз. Вооружение: 2 шестовые мины.
Grănicerul, Pandurul, Poterașul, Santinela, Vegheatorul. 1882-83 гг., «Ярроу», Лондон. 10 т. 25 л.с.=10 уз. Экипаж 5 человек. Служили в пограничной охране.
Şoimul и Vulturul. Миноноски (?)
Тип «Rahova», 1882 г., «Темз Айрон Уоркс», Лондон. 45 т. 8,5 уз. Вооружение: 1 37-мм орудие, 1 миральеза.
Rahova,
Smârdan,
Opanez,
Тип «Argeșul», 1894 г., «Шихау», Эльбинг. 32 т, 21х3х1,35 м. ПМ=140 л.с.=10,8 уз. Вооружение: 1 37-мм орудие, митральеза.
Argeșul,
Teleorman,
Trotușul,
Vedea,

#### Прочие суда
Lebâda. 1870-е гг.

В 1877 г. в составе флотилии был ещё один парусный корабль, четыре баржи и несколько лодок.

### 1897—1945 гг.

#### Мониторы
Тип «Ion C. Brătianu» (Ион К. Брэтиану), «Стабилименто Текнико Триестино», Триест (собраны в Галаце). 680 тонн, 63,5x10,3x1,6 м. Паровые машины 1800 л.с. 13 узлов. Бронирование: борт и башни 75 мм, палуба 75 мм, рубка 50 мм. Экипаж 110 человек. Вооружение: 3 120-мм пушки, 2 120-мм гаубицы, 4 47-мм пушки, 2 пулемёта (после модернизации 1937-38 годов: 3 120-мм пушки, 2 47-мм пушки, 1 37-мм зенитная пушка, 1 х 2 13,2-мм зенитный пулемёт Гочкис).
- Ion C. Brătianu. В 1937-38 годах модернизирован. 26 августа 1944 года сдан советским войскам в Измаиле и 10 ноября вступил в строй советской Дунайской флотилии под именем «Азов». В 1951 году возвращён Румынии, получил обозначение М 202. Сломан в 1959-60-х гг.
- Lascăr Catargiu (Ласкар Катаржиу). В 1937-38 гг. модернизирован. Потоплен советской авиацией 24 августа 1944 г. в Килийском гирле Дуная. Поднят после войны, получил обозначение М 203. Сломан в 1959-60-х гг.
- Mihail Kogălniceanu (Михаил Когэлничеану). В 1937-38 гг. модернизирован. Потоплен советской авиацией 24 августа 1944 г. в Килийском гирле Дуная. Поднят после войны, получил обозначение М 204. Сломан в 1959-60-х гг.
- Alexandru Lahovari. В 1937-38 гг. модернизирован. 29 августа 1944 г. сдан советским войскам в Измаиле и 10 ноября вступил в строй советской Дунайской флотилии под именем «Мариуполь». В 1951 г. возвращён Румынии, получил обозначение М 201. Сломан в 1959-60-х гг.

Ardeal (Ардеал), 1904 г., «Данубиус» (Danubius-Schönichen-Hartmann Egyesült Hajó- és Gépgyár RT.), Будапешт. 650 т, 59х9,5х1,61 м. 2 паровые машины 1400 л.с.13 узлов. Бронирование: пояс 75 мм, палуба 45 мм, башни и рубка 75 мм. Вооружение: 2 120-мм, 2 90-мм пушки, 4 пулемёта (после модернизации 1937-40 годов: 3 120-мм, 2 37-мм и 2 20-мм зенитных пушки, 1 х 2 13,2-мм зенитный пулемёт Гочкис); Экипаж 86 человек (в 1940 году — 129 человек). Бывший монитор Temes Австро-Венгерской Дунайской флотилии, передан Румынии по репарациям 15 апреля 1920 г. В 1929 г. модернизирован. 28 августа 1944 г. сдан советским войскам и 10 ноября вступил в строй советской Дунайской флотилии под именем «Бердянск». В 1951 г. возвращён Румынии, получил обозначение М 207. Сломан в 1959-60-х гг.
Basarabia (Бессарабия), 1915 г., «Ганц-Данубиус» (Ganz és Tsa. Danubius Gép-, Waggon- és Hajógyár RT.), Будапешт. 770 т, 62х10,5х1,8 м. 2 паровые машины 1600 л.с. 22,5 км/ч. Бронирование: пояс 70 мм, палуба, башни и рубка 75 мм. Вооружение: 1 х 2 120-мм пушки, 3 120-мм гаубицы, 2 66-мм орудия, 6 пулемётов (после модернизации 1942-43 гг.: 2 х 2 120-мм пушки, 1 1 37-мм и 2 20-мм зенитных пушки, 1 х 2 13,2-мм зенитный пулемёт; с 1942 г. 3 37-мм и 2 20-мм). Экипаж 133 человек. Бывший монитор Inn Австро-Венгерской Дунайской флотилии, передан Румынии по репарациям 15 апреля 1920 г. В 1942-43 гг. модернизирован. 27 августа 1944 г. сдан советским войскам и 10 ноября вступил в строй советской Дунайской флотилии под именем «Керчь». В 1951 г. возвращён Румынии, получил обозначение М 206. Сломан в 1959-60-х гг.
Bucovina (Буковина), 1915 г., «Стабилименто Текнико Триесте», Линц. 580 т, 62,15х10,5х1,68 м. 2 паровые машины 1600 л.с. 21,8 км/ч. Бронирование: пояс 80 мм, палуба 60 мм, башни и рубка 50 мм. Вооружение: 1 х 2 120-мм пушки, 2 х 1 120-мм гаубицы, 2 66-мм, 2 47-мм пушки, 7 пулемётов (после модернизации 1936-37 гг.: 2 120-мм пушки, 3 37-мм 37-мм и 2 20-мм зенитных пушки, 1 х 2 13,2-мм зенитный пулемёт; в 1942-43 гг. дополнительно установили 1 х 2 120-мм орудия). Экипаж 91 человек. Бывший монитор Sava Австро-Венгерской Дунайской флотилии, передан Румынии по репарациям 15 апреля 1920 г. В 1936-37 гг. модернизирован. 27 августа 1944 г. сдан советским войскам и 10 ноября вступил в строй советской Дунайской флотилии под именем «Измаил». В 1951 г. возвращён Румынии, получил обозначение М 205. Сломан в 1959-60-х гг.

#### Сторожевые катера
Тип «Căpitan Nicolae Lascăr Bogdan», «Темз Айрон Уоркс». 51 т, 30,4x3,96x0,8 м. ПМ=550 л.с. = 18 уз. Экипаж 18 человек. Вооружение: 1 47-мм орудие, 1 пулемёт, 2 шестовые мины. Первоначально являлись миноносками, перестроены в 1930-х гг. в Галаце: 1 47-мм и 1 20-мм орудия, в годы войны также оснащались тралами.

Căpitan Nicolae Lascăr Bogdan, входил в состав Группы кораблей пограничной охраны (Grupul de Vase ale Granicerilor), после перестройки получил обозначение V 2. Потоплен советской авиацией 24 августа 1944 г. в Вилково.

Maior Constantin Ene, входил в состав Группы кораблей пограничной охраны (Grupul de Vase ale Granicerilor), после перестройки получил обозначение V 1. Захвачен советскими войсками 1 сентября 1944 г. на Дунае. Вступил в строй советской Дунайской флотилии под обозначением (СК-754-СК-756). Возвращён Румынии 22 сентября 1945 г. Списан в 1959 г.

Căpitan Mihail Romano, после перестройки получил обозначение V 3. Захвачен советскими войсками 1 сентября 1944 г. на Дунае. Вступил в строй советской Дунайской флотилии под обозначением (СК-754-СК-756). Возвращён Румынии 22 сентября 1945 г. Списан в 1959 г.

Maior Dimitrie Giurescu, входил в состав Группы кораблей пограничной охраны (Grupul de Vase ale Granicerilor),

Maior George Şonţu,

Maior Nicolae Grigore Ioan, входил в состав Группы кораблей пограничной охраны (Grupul de Vase ale Granicerilor), после перестройки получил обозначение V 4. Захвачен советскими войсками 1 сентября 1944 г. на Дунае. Вступил в строй советской Дунайской флотилии под обозначением (СК-754-СК-756). Возвращён Румынии 22 сентября 1945 г. Списан в 1959 г.

Locotenant Dimitrie Călinescu,

Căpitan Valter Mărăcineanu. Погиб на мине 3 декабря 1916 г.
Тип «Năluca», 1888 г., Гавр. 56 т, 36,8x3,45x0,9 м. ПМ=540 л.с. = 16 уз. Экипаж 20 человек. Вооружение: 1 37-мм орудие, 2 ТА 356 мм. Являлись миноносками. Служили на море и на Дунае.
Năluca,
Sborul,
Smeul. Погиб на мине 16 апреля 1917 г.
Тип «M 1». M 1 — M 7, б. итальянские охотники за подводными лодками MAS 268, 273, 348, 350, 373, 349, 351. Куплены в 1921 г. Позже переименованы в VAS 1 — VAS 7. Списаны в 1931-32 гг.
Тип «V 5», б. немецкие минные заградители FM 1 и FM 2, переданы в 1940 г. Так же оснащались тралами.
V 5. Захвачен советскими войсками 5 сентября 1944 г. в Вальче во время ремонта. Судьба неизвестна.
V 6. Захвачен советскими войсками 5 сентября 1944 г. в Вальче во время ремонта. Судьба неизвестна.
Тип «V 7», 1943 г., Галац. 1 37-мм орудие, 4 пулемёта. Так же оснащались тралами.
V 7. Захвачен советскими войсками в сентябре1944 г. в Турну-Северине. Судьба неизвестна.
V 8. Судьба неизвестна.
V 12, б. советский бронекатер № 204, 28 июня 1941 г. повреждён румынской артиллерией и выбросился на берег, отремонтирован и вступил в строй 17 ноября 1943 г. под новым обозначением. Погиб после 24 августа 1944 г. на Дунае.
V 9, V 10, V 11, V 13, V 14, построены в годы войны. V 14 погиб после 24 августа 1944 г., судьба остальных неизвестна.

12 различных сторожевых катеров (MR 32-MR 42, MR 51), 17-25 т, 1 20-мм орудие. Захвачены советскими войсками 5-7 сентября 1944 г. 

По румынским источникам под советским контролем погибли MR 37 (19 сентября 1944 г.), MR 38 (18 сентября 1944 г., крушение) и MR 40 (14 сентября 1944 г.).

#### Минно-тральные корабли
По советским данным, в состав ВМФ СССР 10 ноября 1944 г. были включены в качестве тральщиков катера КТ-921 (б. рум. № 53), КТ-922 (№ 57), КТ-923 (№ 81), КТ-924 (№ 31), КТ-925 (№ 32), КТ-926 (№ 33), КТ-927 (№ 37), КТ-928 (№ 38), КТ-929 (№ 41), КТ-930 (№ 42).
В начале 1943 г. чешскому заводу «Шкода» были заказаны четыре катерных тральщика (30 т, 2 диз. двигателя=640 л.с.=18 уз, 2 пулемёта). Переданы Румынии в 1946 г.
Для траления на Дунае использовались буксиры General Maican (советский ЭМТЩ-656), Basarab (ЭМТЩ-657), Gherdap (NFR, погиб на мине 11 октября 1944 г.), Amurgul (SRD, погиб на мине 19 октября 1944 г.), Ardelalul, Motru (ЭМТЩ-664), Machis М-2, Haralambos М-3. Вооружение: 1 20-мм орудие, 1 или 2 пулемёта.
В начале 1945 г. для буксировки магнитных трал-барж на Дунае румыны использовали буксиры Cantacuzino, Angela, Putna, Iordan, Ionis, SRD № 1. Так же для траления в конце 1944 г. — 1945 г. были привлечены различные катера.

#### Прочие суда
Плавучие батареи, MR 491-MR 496. 255 т, 2 120-мм орудия или 1 152-мм орудие. Бывшие канонерские лодки русской Дунайской флотилии времён Первой мировой войны, оставлены на Дунае в феврале 1918 г. Первые три имели на вооружении 120-мм орудия и были самоходными, три других — 152-мм орудие и не имели двигателя. MR 491 потоплена 25 июня 1941 г. советской авиацией на Дунае, остальные захвачены советскими войсками 25 августа 1944 г. в дельте Дуная. Судьба неизвестна.
Королевская яхта Ştefan cel Mare, б. пароход Orient, 1870 г., Будапешт. 18 уз. (упоминается в Jane’s 1933)
Штабной корабль Măcin, б. буксир, 1912 г., «Стабилименто Текнико Триестино», Триест. 200 т. 2 диз.=500 л.с.=12 уз. Экипаж 30 человек.
Вооружённые пароходы General Maican, Commodore Demetriade и Căpitan -comandor Păun (б. австро-венгерский пароход постройки 1916 г. Csobánc, захвачен румынами в 1918 г. и использовался в качестве штабного корабля. С 1946 в советском флоте, в 1951 г. возвращён Румынии и переименован в Republica, служил штабным кораблём румынских речных сил, в 1991 г. переименован в Locotenent-comandor Vasile Păun, в 2003 г. переименован опять в Republica и стал музеем в Тульче).
Тральщики Locotenent Stoicescu и Locotenent Vârtosu (?)
Locotenent Atanasiu, Sublocotenent Pavelescu, Sublocotenent Gheorghiu, Smârdan, Silistra (упоминаются в Jane’s 1933)
Полицейские канонерские лодки Bistriţa, Oltul, Siretul, см. Корабельный состав 1860—1896 гг.
Полицейские катера Argesul, Teleormanul, Trotusul, Vedea, см. корабельный состав 1860—1896 гг.
Полицейские катера Grănicerul, Pandurul, Poterasul, Santinela, Vegheatorul, см. корабельный состав 1860—1896 гг.
Полицейский катер Rândunica, 1900 г., Галац. 10 т, 8 уз. Экипаж 5 человек.
Полицейские катера Porumbita и Salmulet (?)
Сторожевые катера Maior Caracas Petre, Căpitan Popescu Constantin, Căpitan Constantinescu Traian, Căpitan Pantulescu Eugeniu, 1921 г., верфь Паттисона, Неаполь. 9 т. 150—175 л.с.=15 уз. 1 37-мм орудие.
8 катеров Gr.D.1, 2, 3, 4, 5, 6, 7, 8. 31 т, 150—175 л.с.=20 уз. Вооружение: 1 пулемёт. Деревянный корпус. «Gr» означает Grăniceri, «D» — Dunare. На Днестре служили три катера Gr.N.1, 2, 3 (22 т. 24-35 л.с.=10 уз. Деревянный корпус, «N» означает Nistru).

### 1946 гг. — н.в.

#### Малые артиллерийские корабли (мониторы)
Тип «Griviţa» (по классификации НАТО Brutar I и Brutar II), «Верфь 2 мая» (Santierul 2 Mai), Мангалия. Grivita: 320 т, 45,7х8х1,5 м, остальные пять единиц: 370 т, 50,7х8х1,5 м. 2 дизельных двигателя=2700 л.с.=16 уз. Вооружение: 1 100-мм орудие, 10 (2х4 и 2х1) 14,5-мм, 4 12,7-мм пулемёта.
Griviţa,
Smârdan,
Posada,
Rovine,
Rahova,
Opanez,
Тип «Mihail Kogălniceanu» (проект 1310), военно-морская верфь (Santierul Naval), Дробета-Турну-Северин. 550 т, 62х7,6х1,7 м. Два дизельных двигателя=21 уз. Вооружение: 2 100-мм орудия, 2х2 23-мм, 2х4 14,5-мм пулемёта, 2 ПЗРК «Стрела», 2 40-зарядные реактивные установки.
Mihail Kogălniceanu
Ion C. Brătianu
Lascăr Catargiu

#### Артиллерийские катера
В августе 1952 г. Румынии были переданы 6 бронекатеров (по другим данным, 5) советского проекта 1125, которые служили до 1970-х гг. Один из этих катеров под номером VB 6 сохраняется в Военно-морском музее в Констанце.
Тип «VG 10», 1954-55 гг. 40 т, 16х4,4х1,2 м. Вооружение: 1 20-мм орудие. 8 единиц: VG 10-VG 17.
Тип «VB 76», 1973-77 гг., (Dulcea), 127 т, 32,4х4,8х0,9 м. 2 дизельных двигателя=1700 л.с.=17 уз. Вооружение: 1 76-мм орудие, 2х2 14,5-мм пулемёта, 2 81-мм миномёта. Экипаж 25 человек.

18 единиц: VB 76 (Mr.Constantin Ene), VB 77 (Mr.Gheorghe Sontu), VB 78 (Cpt.Ganescu), VB 79 (Cpt.Ion Grigore Nastase), VB 80 (Cpt.Nicolae Lazar Bogdan), VB 81 (Lt.Bordeianu), VB 82 (Lt.Stanescu), VB 83 (Lt.Stoicescu), VB 84 (Slt.Elefterescu), VB 85 (Slt.Izvoranu), VB 86 (Lt.Alexandrescu), VB 87 (Lt.Dumitrescu), VB 88 (Cpt.Marcineanu), VB 89 (Lt.Calinescu), VB 90 (Mr.Ion), VB 91 (Mr.Giurescu), VB 92 (Cpt.Romano), VB 93 (Lt.Paraschivescu).
Тип «SM 161», 22 т, 12,2х3,0,9 м. 13 единиц: SM 161-SM 173.

#### Минно-тральные корабли
Тип «VD 421», 1955—1959 гг., Польша, 51 т, 27,7х4х0,66 м. Вооружение: 1х2 25-мм орудие, 1х2 14,5-мм пулемёт, тралы, до 25 мин. Экипаж 16 человек. 8 единиц — VD 421-VD 428.
VD 244, Судостроительный завод в Олтенице, 42 т, 27,4х4,2х0,8 м. Вооружение: 2 14,7-мм пулемёта, тралы. Деревянный корпус. Сроки службы 1957-74 гг. Катерный тральщик с номером VD 244 сохраняется в Военно-морском музее в Констанце.
Тип «SD», 1970-е гг. Известные единицы: SD 270, SD 274, SD 275, SD 277, SD 278.
Тип «VD 141», 1976—1984 гг., военно-морская верфь (Santierul Naval), Дробета-Турну-Северин, 97 т, 33,3х4,8х0,89 м. 2 диз. двигателя=1200 л.с.=13 уз. Вооружение: 2х2 14,5-мм пулемёты, до 6 мин. 25 единиц — VD 141-VD 165.

#### Вспомогательные суда
Транспорты типа «Браид», 1967-70 гг., Браила, 240 т. 8 единиц.
Суда размагничивания, 1972-73 гг. и 1989 г. Используют так же в качестве баз групп боевых пловцов.
Патрульные катера Пограничной охраны. Вооружение: 2х2 14,5-мм пулемёта.
Патрульные катера Пограничной охраны (Politia de frontiera) типа SNR 17: MAI 3057, MAI 3058, MAI 3059, MAI 3060, MAI 3061. 2010 г., судостроительная верфь, Стамбул. 17,26х4,55х1 м. 2 диз. двигателя=1400 л.с.=50 км/ч.

## Фотогалерея
- Монитор «Ласкар Катарджиу»
- Тральщики VD 157, VD 143 и VD 142
- Монитор «И.К.Братиану»